# Belver de los Montes
Belver de los Montes est une commune espagnole de la province de Zamora dans la Communauté autonome de Castille-et-León.